# Eucithara isseli
Eucithara isseli é uma espécie de gastrópode do gênero Eucithara, pertencente à família Mangeliidae.